# عبد الله بن حنظلة
عبد الله بن حنظلة من صغار الصحابة، اسمه عبد الله بن حنظلة بن أبي عامر الراهب عبد عمرو بن صيفي بن النعمان بن مالك بن بن ضبيعة بن زيد بن مالك بن عوف بن عمرو بن عوف بن مالك بن أوس أبو عبد الرحمن الأنصاري الأوسي المدني، أبوه هو الصحابي حنظلة بن أبي عامر وأمه جميلة بنت عبد الله بن أبي ابن سلول، وهو أحد رواة الحديث النبوي فقد رأى النبي يطوف بالبيت على ناقة.و أيضا كان زعيم أنصار المدينة المنورة أثناء ثورة المدينة ضد الخليفة يزيد في 682-683. قُتل عندما قاد قواته لمواجهة جيش يزيد في معركة الحرة في أغسطس 683.

## صراعه مع الأمويين
وكان عبد الله بن حنظلة على رأس الثائرين على يزيد بن معاوية في وقعة الحرة، وقد وفد في بنيه الثمانية على يزيد بن معاوية فأعطاهم مائتي ألف وخلعا، فلما رجع قال له كبراء المدينة ما ورائك قال جئت من عند رجل لو لم أجد إلا بني لجاهدته بهم، قالوا إنه أكرمك وأعطاك قال وما قبلت إلا لأتقوى به عليه، وحض الناس فبايعوه وأمر على الأنصار، وأمر على قريش عبد الله بن مطيع، وعلى باقي المهاجرين معقل بن سنان الأشجعي، ونفوا بني أمية من المدينة.
فجهز يزيد بن معاوية لهم جيشا عليه مسلم بن عقبة ويدعى مسرفا المري في اثني عشر ألفا، فكلمه عبد الله بن جعفر في أهل المدينة فقال دعني أشتفي لكني آمر مسلم بن عقبة أن يتخذ المدينة طريقه إلى مكة فإن هم لم يحاربوه وتركوه فيمضي لحرب ابن الزبير وإن حاربوه قاتلهم فإن نصر قتل ونهب المدينة ثلاثا ثم يمضي إلى ابن الزبير.

## يوم الحرة
قال المدائني توجه إليهم مسلم بن عقبة في اثني عشر ألفا وأنفق فيهم يزيد بن معاوية في الرجل أربعين دينارا، فقال له النعمان بن بشير وجهني أكفك، قال لا ليس لهم إلا هذا الغشمة والله لا أقيلهم بعد إحساني إليهم وعفوي عنهم مرة بعد مرة فقال النعمان بن بشير أنشدك الله يا أمير المؤمنين في عشيرتك وأنصار رسول الله صلى الله عليه وسلم، وكلمه عبد الله بن جعفر بن أبي طالب فقال إن رجعوا فلا سبيل عليهم، فادعهم يا مسلم ثلاثا وامض إلى الملحد ابن الزبير واستوص بعلي بن الحسين خيرا.
خرج أهل المدينة يوم الحرة بجموع وهيئة كبيرة، فلما رآهم عسكر الشام كرهوا قتالهم فأمر مسرف بسريره فوضع بين الصفين ونادى مناديه قاتلوا عني أو دعوا فشدوا فسمعوا التكبير خلفهم من المدينة وأقحم عليهم بنو حارثة فانهزم الناس.

## وفاته
لما كانت وقعة الحرة خطب عبد الله بن حنظلة في الأنصار فقال يا قوم والله ما خرجنا حتى خفنا أن نرجم من السماء رجل ينكح أمهات الأولاد والبنات والأخوات ويشرب الخمر ويدع الصلاة، وكان يبيت في ليالي المعركة في المسجد، ثم دخل أهل الشام المدينة من كل النواحي وقتل الناس، وبقي لواء عبد الله بن حنظلة وما حوله الا خمسة، فلما رأى ذلك رمى درعه وقاتلهم حاسرا حتى قتل عام 63 هـ 683.